# 5896 Narrenschiff
5896 Narrenschiff (1982 VV10) là một tiểu hành tinh vành đai chính được phát hiện ngày 12 tháng 11 năm 1982 bởi L. G. Karachkina ở Nauchnyj.